# Испания на зимних Олимпийских играх 1992
Испания принимала участие в Зимних Олимпийских играх 1992 года в Альбервиле (Франция) в тринадцатый раз за свою историю, и завоевала одну бронзовую медаль.

## Медали
- Бронза : Горнолыжный спорт, женщины — Бланка Фернандес Очоа.

## Состав сборной
Сборную страны представляли 17 спортсменов: 4 женщины и 13 мужчин, они соревновались в 4 видах спорта:
- горнолыжный спорт
- лыжные гонки
- санный спорт
- фристайл

Самым младшим участником сборной был 20-летний лыжник Карлос Висенте, а самой старшей — 28-летняя горнолыжница Бланка Фернандес Очоа, она же была знаменосцем сборной.

## Результаты

### Санный спорт

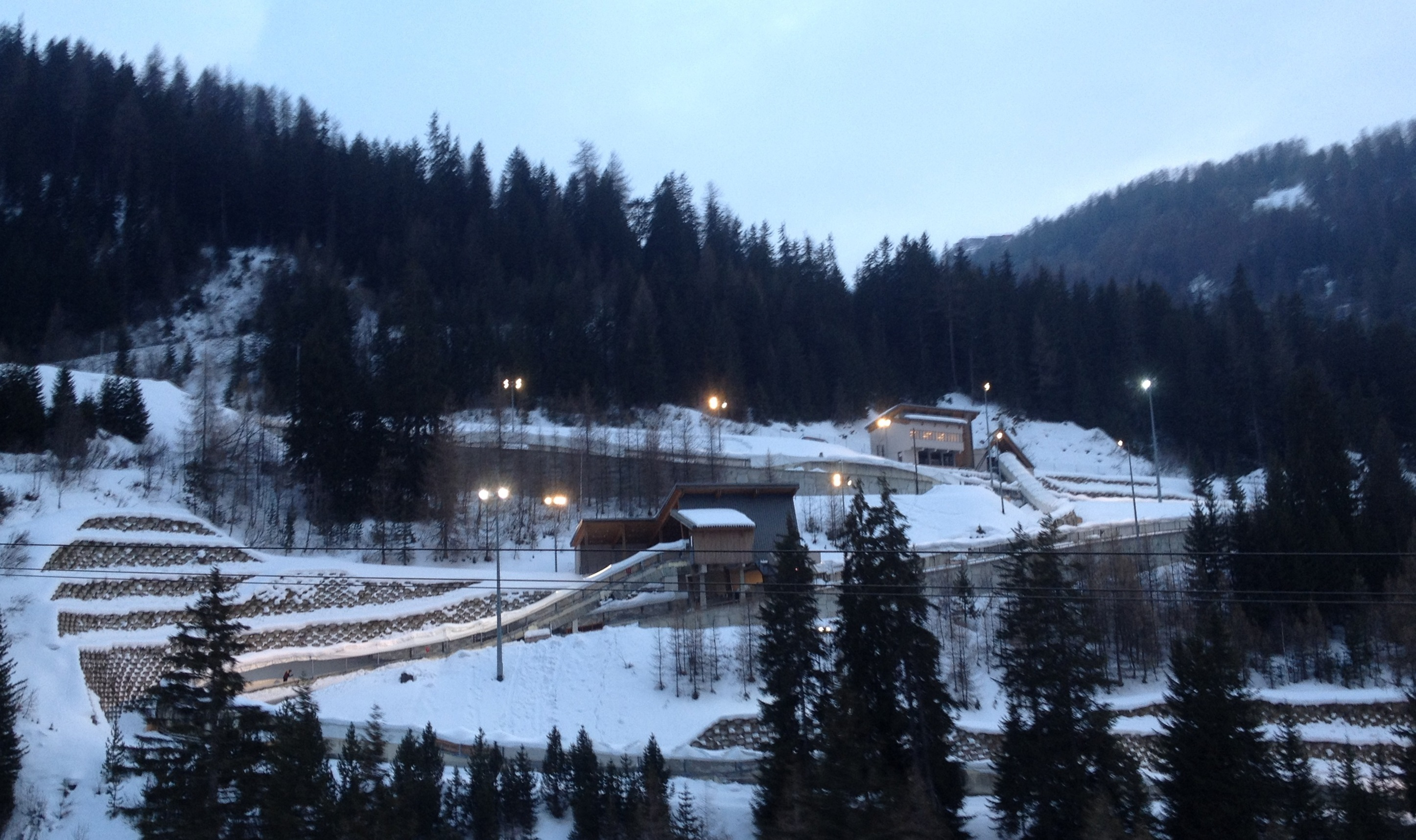
Санно-бобслейная трасса Ла-Плань.

Заезды состоялись на санно-бобслейной трассе в деревне Ла-Плань неподалёку от Альбервиля. Протяжённость трассы составляла 1250 м со средним перепадом высот 8,8 %.
Соревнования мужчин-одиночек прошли 9 и 10 февраля.
Мужчины
| Спортсмен    | 1 заезд | 1 заезд | 2 заезд | 2 заезд | 3 заезд | 3 заезд | 4 заезд | 4 заезд | Результат | Результат |
| Спортсмен    | Время   | Место   | Время   | Место   | Время   | Место   | Время   | Место   | Время     | Место     |
| ------------ | ------- | ------- | ------- | ------- | ------- | ------- | ------- | ------- | --------- | --------- |
| Пабло Гарсиа | 46.521  | 23      | 46.818  | 24      | 47.256  | 23      | 47.715  | 28      | 3:08.310  | 25        |

### Фристайл
Это был дебют фристайла в программе Олимпийских игр. На первых играх было принято решение разыграть только два комплекта наград в могуле, а соревнования в акробатике и лыжном балете провести в демонстрационном режиме. Соревнования прошли с 12 по 13 февраля.
Мужчины
| Хосе Рохас           | Могул | 58.47 | 4.15  | 45 | не участвовал | не участвовал | не участвовал |
| Марти Рафаэль Эрреро | Могул | 36.74 | 18.13 | 31 | не участвовал | не участвовал | не участвовал |